# الريدة (تعز)
الريدة هي إحدى قرى الجمهورية اليمنية. وهي تتبع جغرافيًا لمحافظة تعز. وإداريًا لمديرية خدير. يبلغ تعداد سكانها 3401 نسمة حسب الإحصاء الذي جرى عام 2004.